# Hotel Meliá de Ponce
El Hotel Meliá de Ponce es un espacio de estilo colonial histórico y hotel situado en la zona antigua de Ponce, Puerto Rico. Es el hotel más antiguo en funcionamiento continuo en Puerto Rico. Fue fundado más de 60 años antes de que la mucho más grande cadena Meliá Hotels Internacional inaugurara su primera planta de alojamiento, y no guarda relación con la cadena de múltiples hoteles con sede en España. La fachada colonial del hotel Meliá está situado frente al Parque de Bombas en la Plaza Las Delicias, la plaza más emblemática de Ponce en el centro de la ciudad.